# Trouw
Trouw (en español: fidelidad) es un periódico holandés de tamaño compacto. Fue fundado en 1943 como un periódico clandestino protestante ortodoxo durante la Segunda Guerra Mundial. Desde 2009 es propiedad de De Persgroep. Trouw recibió el European Newspaper Award en 2012. Cees van der Laan es el actual editor jefe.

## Descripción
Trouw es considerado uno de los periódicos de calidad nacional holandés - junto a NRC Handelsblad y de Volkskrant - Trouw. En parte debido a su historia, y más que los otros dos, presta especial atención a la religión: el cristianismo, el islam y todas las demás religiones del mundo.
Letter&Geest es el suplemento semanal de Trouw.